# Utánégető

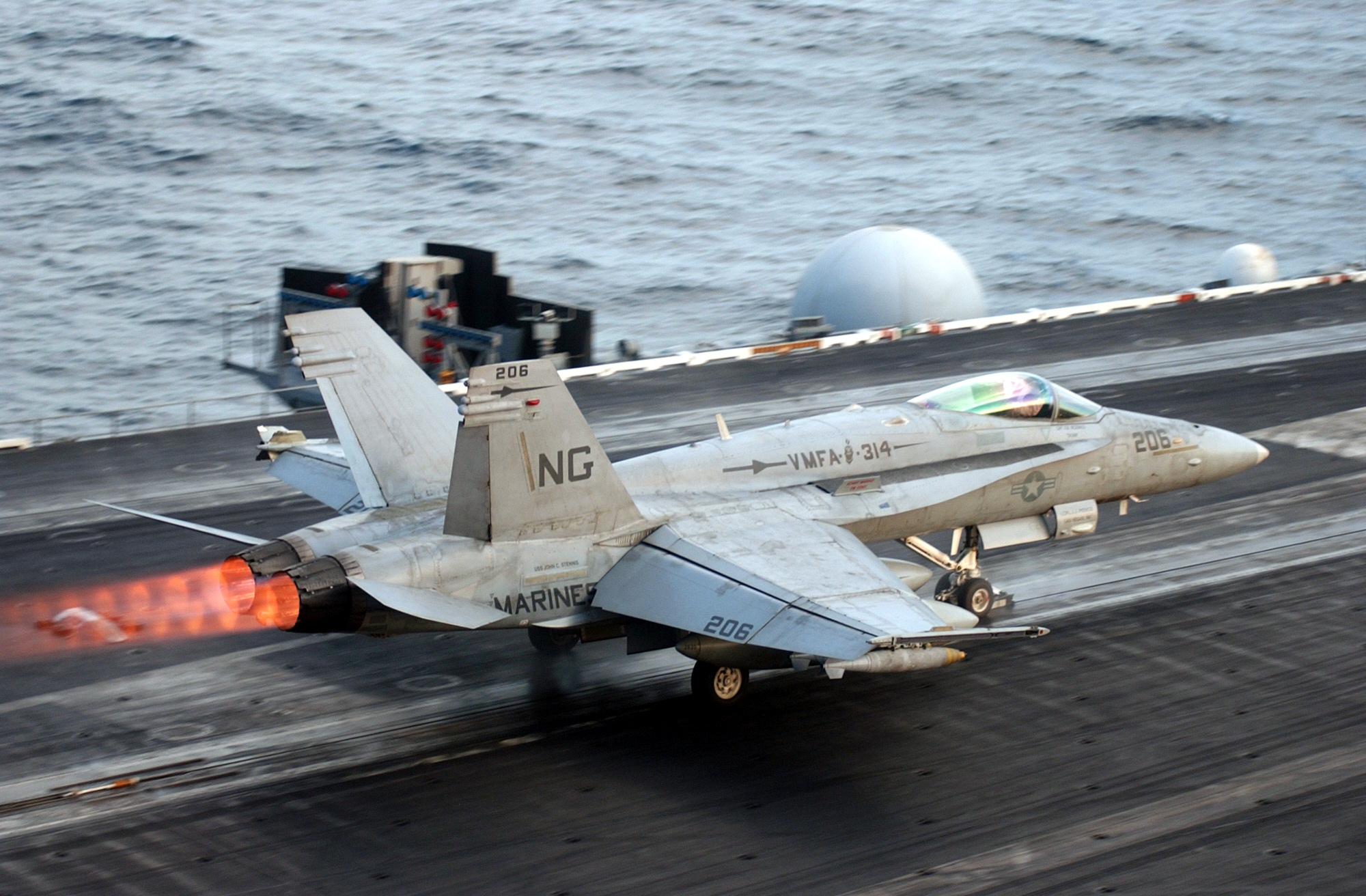
Egy F/A–18 utánégetős felszállása repülőgép-hordozóról. Jól megfigyelhetőek a gép hajtóműfúvókái után keletkező gázsugarak háromdimenziós lökéshullámai.

Az utánégető (más nevei: fáklya, vagy orosz neve után forszázs) egyes repülőgépek sugárhajtóműveiben alkalmazott rendszer, amely lehetővé teszi a teljesítmény átmeneti megnövelését.

## Működése

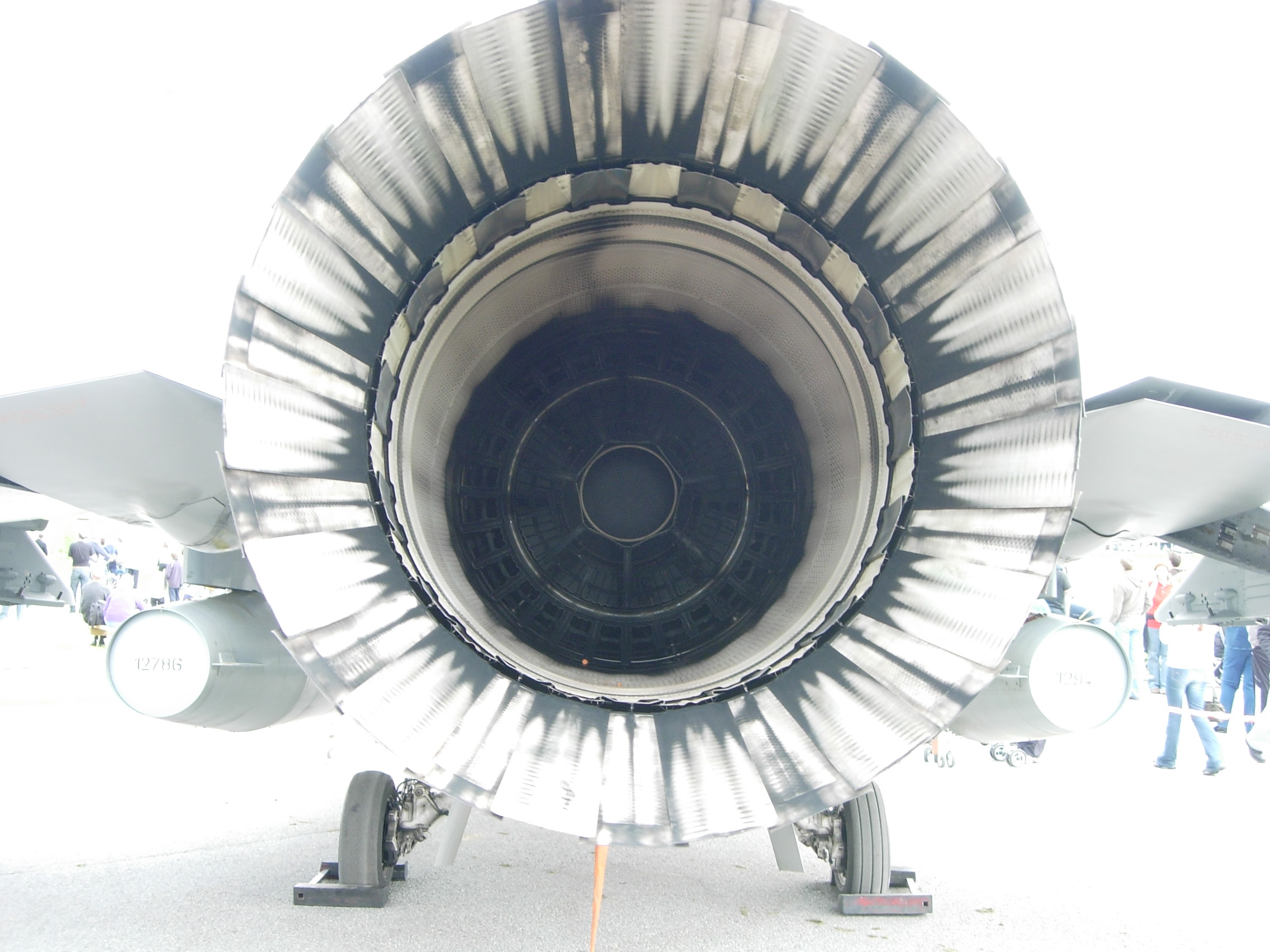
Egy F–16 hajtóművének gázkiáramlás sebesség-fokozó lamellái. Látható a perforált palástú utánégető tér, valamint a középen elhelyezett lángstabilizátor. Ebben helyezik el tüzelőanyag-befecskendező szelepeket.

Az utánégetés lényege, hogy a gázturbinás sugárhajtómű utánégető kamrájába többlet-üzemanyagot porlasztanak, ami a nagy nyomású és hőmérsékletű gázban elégve megnöveli a hajtómű tolóerejét.
Részletesebben: A hajtómű turbinája után található propulziós fúvócsőbe perforált palástú utánégető tüzelőteret építenek. A hajtóműturbinából kitóduló nagy sebességű, folyamatosan égő gázsugár a kifelé táguló fúvócsőben – benne található a terelőkúp, diffúzorként (lassítóként) funkcionál – lelassul, nyomása és hőmérséklete viszont megnő és a fúvócső végén elhelyezett lángstabilizátorhoz jut (második diffúzor). A szintén kifelé táguló stabilizátor kialakítása miatt még tovább lassítja azt, ami így a még nagyobb átmérőjű utánégető kamrába érkezik. A jelentősen lelassult és még nagyobb hőmérsékletű égő gázkeverékbe a stabilizátorban elhelyezett üzemanyag-befecskendező szelepek újabb üzemanyagmennyiséget porlasztanak az utánégető kamra felé (ez az utánégetési folyamat). A nagy hőmérsékletű gázkeverék öngyulladás révén ismét meggyullad (innen jön az angol reburnt, magyarul újragyulladt kifejezés) és az égéssel képződő hőfejlődés hatására többlet-tolóerőt szolgáltat. A tüzelőtér a benne égő gázkeverék azonos nyomáson tartása és ebből fakadóan az utánégetés minél nagyobb hatásfoka érdekében állandó keresztmetszetű. Hogy a kilépő gázsugár sebességét fokozni tudják ún. gázkiáramlás sebesség-fokozó lamellarendszert építenek az utánégető tér kiömlőnyílása köré, melynek átmérőjét – az utánégető rendszer bekapcsolásakor – az utánégető térnél nagyobbra növelik. A szerkezet és az eljárás célja továbbá, hogy a sugár minél később lassuljon le (ld. Bernoulli törvénye és Laval-fúvóka). A sebesség-fokozó szerkezet konfúzorként (gyorsítóként) funkcionál. A kilépő keresztmetszetig hangsebesség feletti sebességű gázsugár jellegzetes, háromdimenziós kompressziós-expanziós örvényrendszerben hagyja el a fúvókát. Az utánégetésnek több – általában 4-5 – fokozata van.

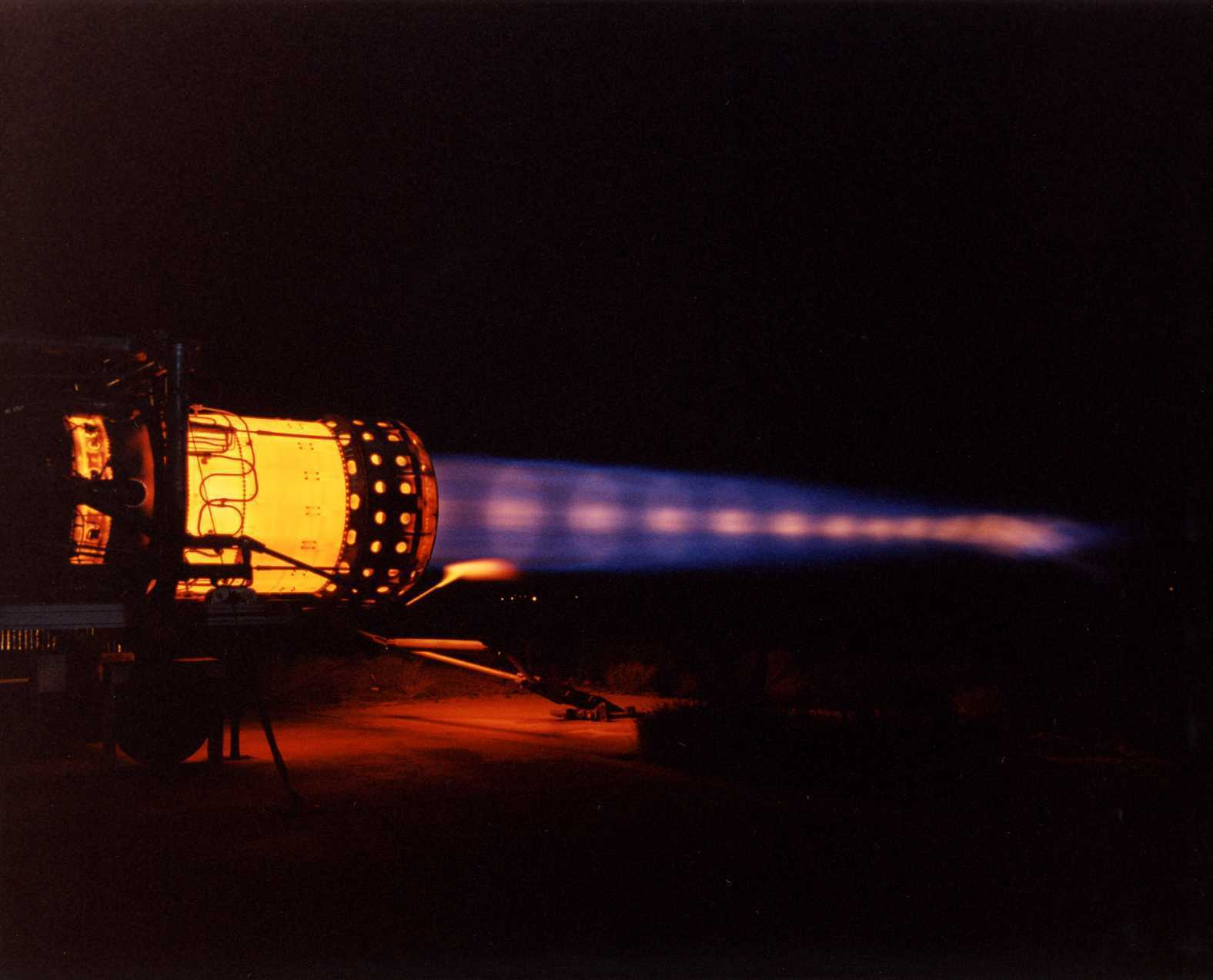
Egy Pratt & Whittney J58 típusú hajtómű lángcsóvájának háromdimenziós lökéshullámai.

Az utánégetés hatásfoka annál nagyobb, minél nagyobb a hajtómű utánégető terének nyomásviszonya, azaz arra kell törekedni, hogy az utánégetés minél nagyobb nyomáson történjen. Ennek elérése érdekében lassítják le a gáz sebességét a turbina utáni fúvócsőben, ill. tovább lassítják és szabályozzák irányát a lángstabilizátorral. A stabilizátor utáni tér kibővülése a gáz sebességének további csökkenéséhez vezet, nyomása viszont nő és ezáltal nő a hőmérséklete is, a gáz expandál (kiterjed). Ahhoz, hogy a nyomás ne csökkenjen, változtatható keresztmetszetű fúvócsövet kell kialakítani a hajtómű végén és ezzel ebben az esetben növelni kell az átmérőt / kiáramló keresztmetszetet. Ezzel elérhető a nyomásállandóságon túlmenően az állandó levegőmennyiség (légtömeg) is, amely a hajtómű elején levő kompresszorok (kis- és nagynyomású légsűrítők) instabil üzemének (pompázs) elkerülését is lehetővé teszi. Stabil égés az utánégető kamrában csak akkor érhető el, ha az égési sebesség nagyobb a gáz áramlási sebességénél (ellenkező esetben az égés és a gázturbina leáll). Mivel a turbinából kilépő gázsebesség a terelőkúp (első diffúzor) után is ennél lényegesen nagyobb, ezért kell alkalmazni a lángstabilizátort, amely nagyban lecsökkenti a helyi gázsebességet és ezzel biztosítja a stabil égés feltételeit. Az ezzel elért nyomásveszteséget viszont pótolni kell, úgy, hogy a gázkiáramlás sebesség-fokozó átmérőjét növelik, mellyel a turbinafokozatok üzemviszonyai is változatlanok maradhatnak. Értelemszerűen a lángstabilizátor akkor is nyomásveszteséget okoz, ha az utánégetés nincs bekapcsolva. Ezt a nyomásvesztést is szabályozni lehet – ezáltal az állandó nyomást és légtömegáramot is – a sebesség-fokozó átmérőjének csökkentésével.
Nagyobb tolóerő esetén nő a beáramló levegősebesség is (és a repülőgép sebessége is), ezáltal nő a tüzelőanyag-fogyasztás is. Nagyobb magasság elérése esetén változik a kompresszorok, a turbina és a fúvócső nyomásviszonya is (nő), mely által a tüzelőanyag-felhasználás is csökkenhet.
Ilyen összetett rendszerű hajtóművek legnagyobb hatásfoka optimális szabályozással érhető el, amely számítógépek alkalmazása nélkül nagyon komplikáltan – gyakorlatilag nem – oldható meg.

## Hatása

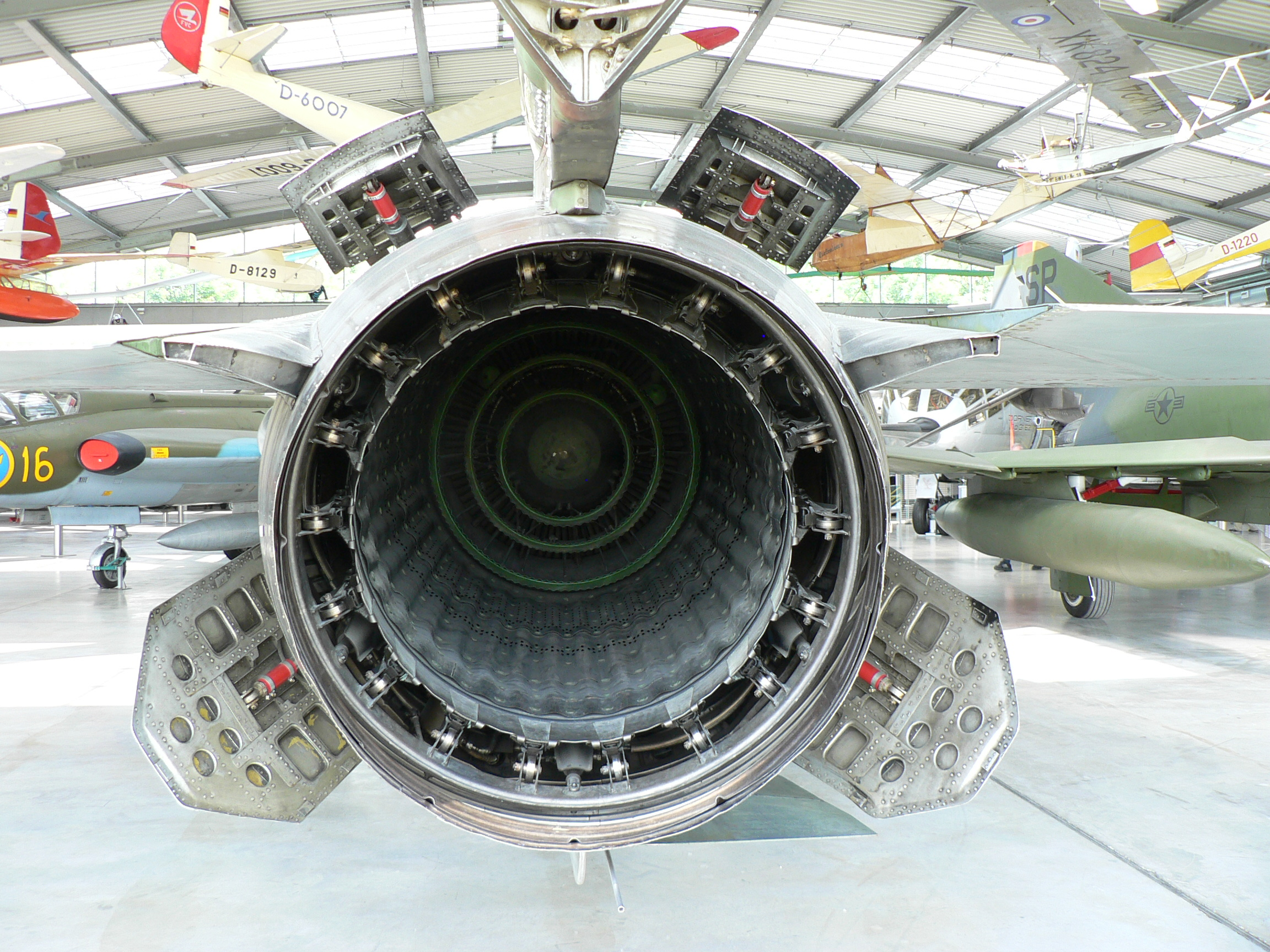
MiG–23 hátulnézetben, a hajtómű fúvócsövében zöldes színű koncentrikus körök formájában láthatóak a lángstabilizáló gyűrűk.

A hajtómű teljesítményének mérésekor „száraz” (dry) tolóerőnek nevezik az utánégető nélküli tolóerőt, szemben az utánégetővel mért „nedves” (wet) tolóerővel. A katonai repülőgépeken a maximális utánégetővel elérhető tolóerő körülbelül 150%-a a szárazon mért tolóerőnek. Bár a Concorde utánégetői csak 127%-ra növelték a négy hajtómű tolóerejét, így is olyan volt, mintha egy plusz hajtóműve lett volna.

## Korlátok
Katonai repülőgépeken az utánégetőt általában csak 10–15 percig lehet használni, nem csak a 4–5-szörösére ugró üzemanyagfogyasztás miatt, hanem az általa okozott szerkezeti és hőterhelés miatt, továbbá jelentősen csökkentheti a hajtómű javításközi üzemidejét és élettartamát is. Ennek ellenére vannak repülőgépek, melyeket eleve úgy terveztek, hogy huzamosabb ideig elviseljék az utánégetést, ilyen például a Lockheed SR–71 Blackbird.  Az utánégetés hatalmas lángnyelvet hoz létre a repülőgép mögött, ez infravörös-érzékelővel könnyen érzékelhető.

## Alkalmazása
Utánégetőt először a második világháború alatt a Junkers Jumo 004 gázturbinás sugárhajtómű C változatán terveztek alkalmazni, de a terv nem valósult meg. Az utánégetőt az 1950-es évek óta alkalmazzák – legelőször a Saab 29 Tunnan típuson, és hosszú ideig az egyetlen módszer volt arra, hogy a szuperszonikus sebesség eléréséhez szükséges tolóerőt biztosítsa. Kezdetben kizárólag katonai repülőgépeken használták. Csak két olyan polgári célú repülőgép készült, amely utánégetőt használt, ezek a Concorde és a Tu–144.
Napjainkban a legújabb harci repülőgépek, mint az F–22 Raptor, képesek a szupercirkálásra (a hangsebesség átlépésére utánégető nélkül), de ez az eszköz továbbra is hasznos légi harc közben, nagy felszállótömeg (fegyverterhelés) esetén, vagy repülőgép-hordozóról való felszálláskor, amikor rendkívüli gyorsulásra, sebességre van szükség.